# Tylosurus gavialoides
Tylosurus gavialoides är en fiskart som först beskrevs av Castelnau, 1873.  Tylosurus gavialoides ingår i släktet Tylosurus och familjen näbbgäddefiskar. Inga underarter finns listade i Catalogue of Life.